# Fights in Tight Spaces
Fights in Tight Spaces é um jogo de construção de deck roguelike desenvolvido pelo estúdio britânico Ground Shatter e publicado pela Mode 7 Games. O jogo foi lançado com acesso antecipado em fevereiro de 2021 para Microsoft Windows e Xbox One e posteriormente saiu do acesso antecipado em 2 de dezembro de 2021.
O jogo é baseado na simulação do combate corpo a corpo de um protagonista contra muitos inimigos em ambientes fechados comuns em filmes de ação, usando o combate por turnos com cartas que representam vários movimentos que o jogador pode fazer.

## Jogabilidade
Os jogadores assumem o papel de um agente sem nome que tem a tarefa de eliminar vários chefes nos capítulos do jogo. Para chegar até o chefe, o jogador deve vencer vários cenários menores, derrotando os capangas do chefe que tentarão detê-lo. De maneira semelhante ao roguelike, a ordem desses cenários, que tipo de capangas o jogador enfrentará e as recompensas por vencer cada cenário, mudarão a cada passagem.
Em um cenário, o jogo é semelhante a um RPG tático e em turnos. O personagem do jogador possui um número de pontos de ação em cada turno para realizar várias jogadas, que são definidas pelas cartas que ele tem disponíveis em sua mão atualmente, após sacar até um número fixo no início do turno. As ações das cartas incluem muitos ataques que incluem opções para reposicionar o personagem do jogador ou mover um inimigo, opções de movimentos ou posturas defensivas para bloquear ou contra-atacar os ataques do oponente. Jogar a maioria das cartas cria um medidor de combo para aquele turno, e algumas cartas exigem uma quantidade mínima de medidor de combo antes de poderem ser usadas ou encerrar um combo. O jogador recebe as indicações de quais ataques os personagens inimigos tentarão fazer imediatamente, e pode usar isso para se esquivar de tiros ou para empurrar um inimigo contra tiros, por exemplo. O jogador troca turnos com os oponentes controlados pelo computador até que todos os inimigos estejam incapacitados, permitindo que o jogador avance para a próxima fase, ou terminará a sessão para o jogador e exigirá que eles reiniciem. Se o jogador terminar um encontro com sucesso, ele terá a opção de assistir ao desenrolar do encontro em tempo real de uma forma cinematográfica.
Os jogadores podem escolher um novo card para adicionar ao deck entre os encontros, assim como dinheiro do jogo que pode ser usado para comprar cards, fazer upgrade de cards para versões mais prejudiciais ao inimigos ou remover cards do deck em certos pontos durante uma sessão.

## Desenvolvimento
Fights in Tight Spaces foi anunciado pela primeira vez em março de 2020. Embora planejado originalmente para um lançamento em 2020 como acesso antecipado, foi adiado para 2021, mas uma demo "Prologue" gratuita, permitindo que jogadores jogassem até o primeiro chefe, ela foi lançada em dezembro de 2020.
O acesso antecipado do jogo foi lançado para Microsoft Windows e Xbox One por meio do Xbox Game Preview Program em 24 de fevereiro de 2021. A versão final foi lançada em 2 de dezembro de 2021.

## Recepção
A recepção do jogo em seu estado de acesso antecipado foi favorável, comparando a jogabilidade resultante aos filmes de James Bond, Bourne e John Wick feitos de forma similiar a Slay the Spire.